# Pelogenia antipoda
Pelogenia antipoda är en ringmaskart som beskrevs av Schmarda 1861. Pelogenia antipoda ingår i släktet Pelogenia och familjen Sigalionidae.
Artens utbredningsområde är havet kring Nya Zeeland. Inga underarter finns listade i Catalogue of Life.